# Protestantyzm w Wielkiej Brytanii

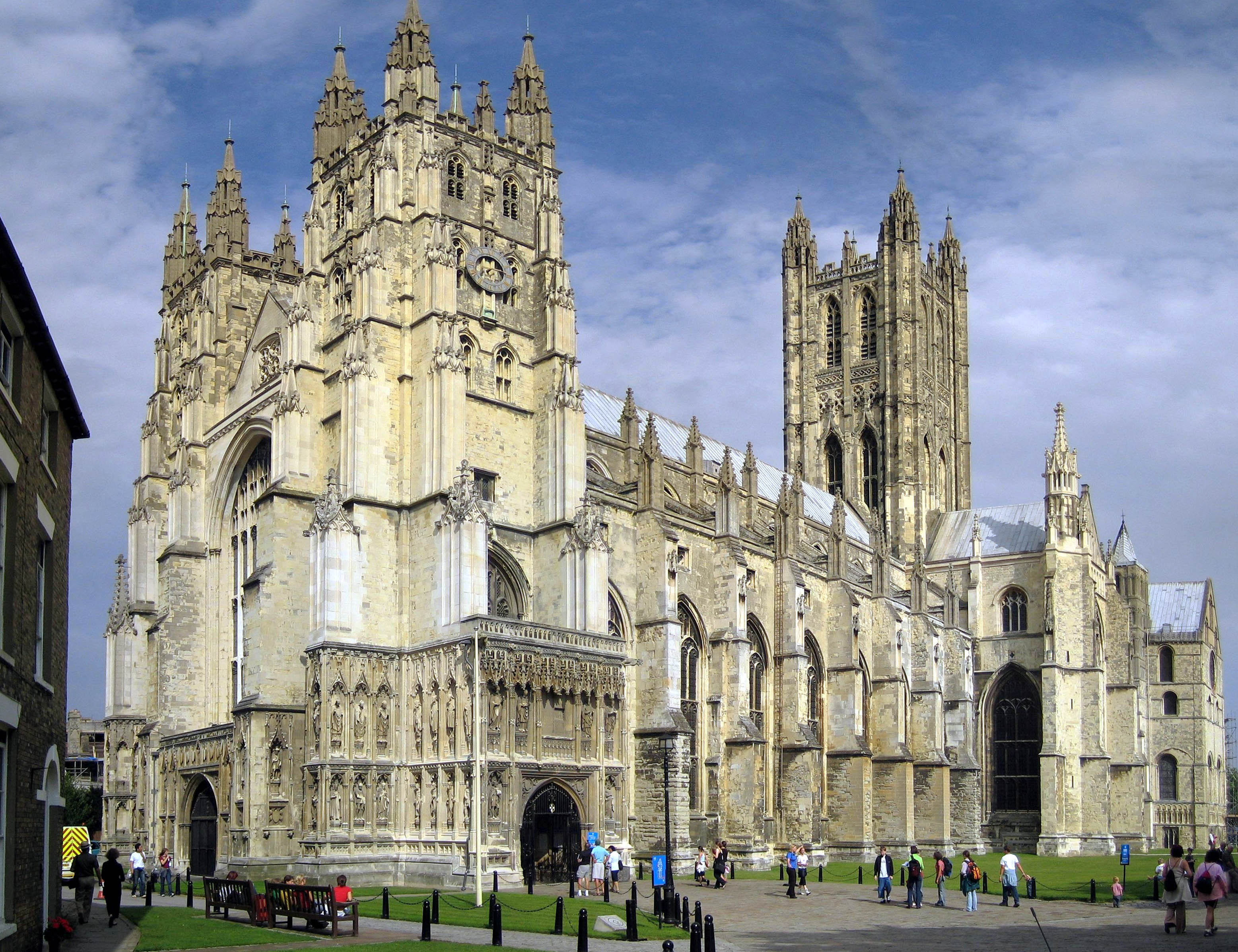
Anglikańska Katedra w Canterbury

Protestantyzm w Wielkiej Brytanii – od czasów Reformacji główny kierunek religijny w Zjednoczonym Królestwie. Obecnie reprezentowany jest przez wiele denominacji, w tym głównie przez państwowe Kościół Anglii i Kościół Szkocji. Według danych z 2010 roku 36,2% Brytyjczyków wyznawało anglikanizm i 6,9% należało do innych grup protestanckich, takich jak: kalwini, metodyści, baptyści, zielonoświątkowcy i wolni chrześcijanie.

## Londyn
Od 2005 do 2012 roku nastąpił 50% wzrost liczby osób uczestniczących w nabożeństwach kościołów zielonoświątkowych w Londynie – zjawisko to tłumaczy się dużym napływem imigrantów, głównie z Afryki. W tym samym okresie liczba anglikańskich wiernych spadła o 9%, podczas gdy wiernych katolickich przybyło o 1%, ponownie głównie przez imigrantów z krajów Europy Wschodniej i krajów latynoskich.
Nowe badanie przeprowadzone przez Brierley Consultancy na grupie ewangelicznej London City Mission wykazały, że 230 tysięcy osób uczestniczyło w usługach zielonoświątkowych w porównaniu do 198 tysięcy rok wcześniej na mszach katolickich. Według spisu kościołów w październiku 2012 r., największą grupę chodzących do kościoła stanowią zielonoświątkowcy – 32% niedzielnych wiernych w Londynie, w porównaniu do 27% dla katolików i 12% uczestników kościołów anglikańskich.
Ze względu na wzrost liczby zielonoświątkowców frekwencja chodzących do kościoła w Londynie wzrosła o 16%, w latach 2005 i 2012 do 720 tysięcy. Oznacza to, że prawie 10% Londyńczyków uczęszczają do kościoła co tydzień, w porównaniu z 5,6% w skali kraju.

## Statystyki

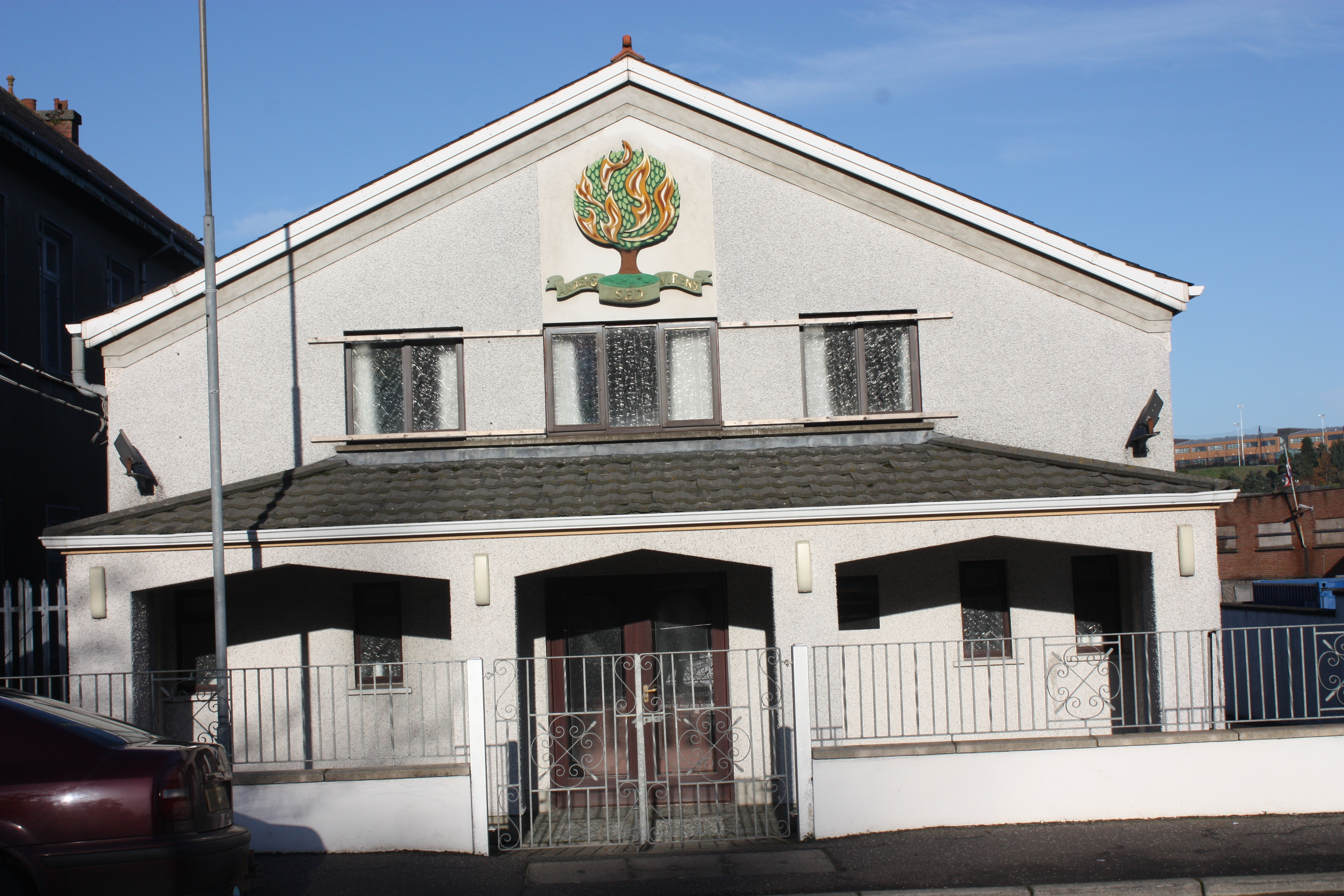
Wolny Kościół Prezbiteriański w Ballynahinch

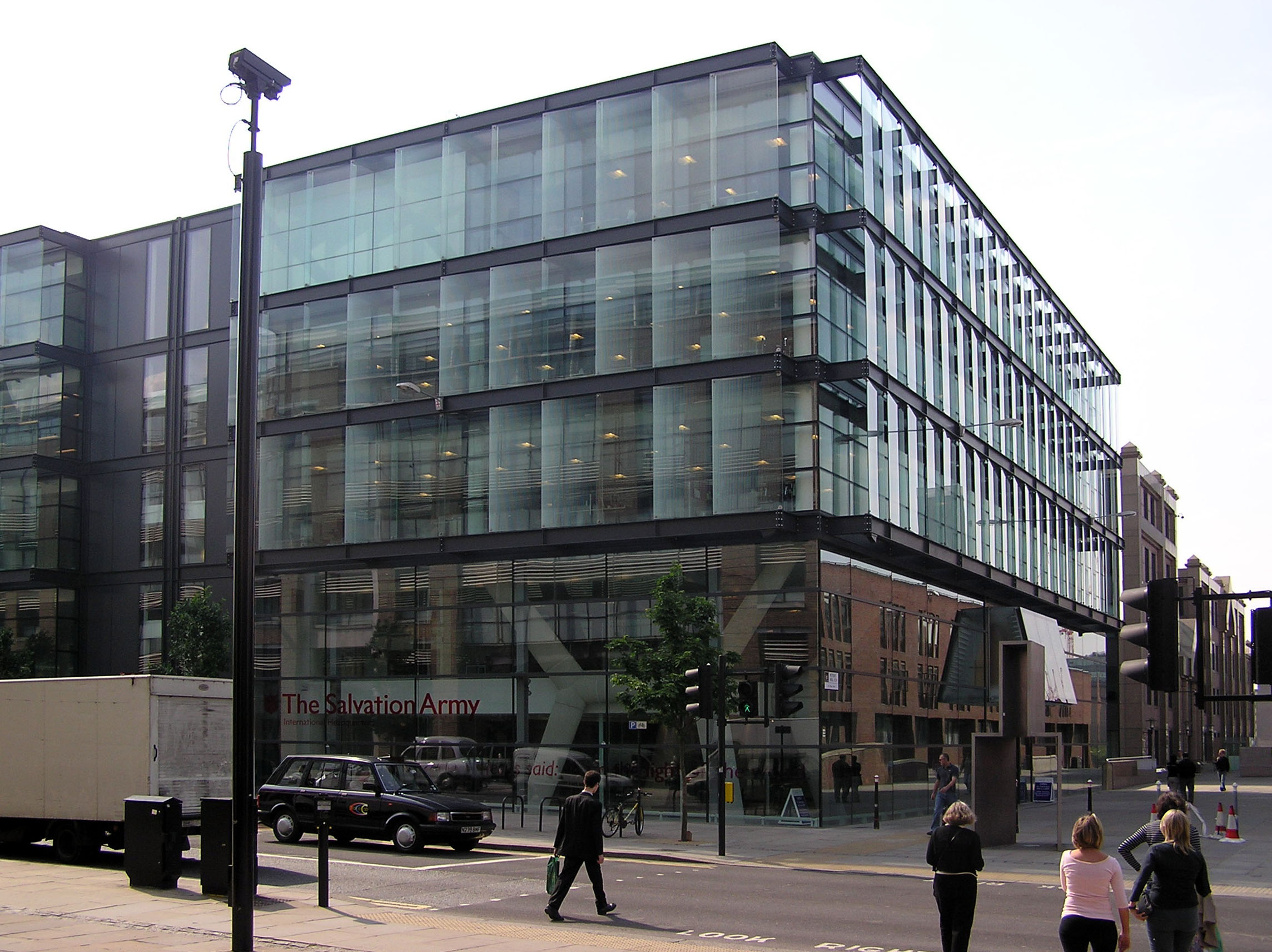
Międzynarodowa siedziba Armii Zbawienia w Londynie

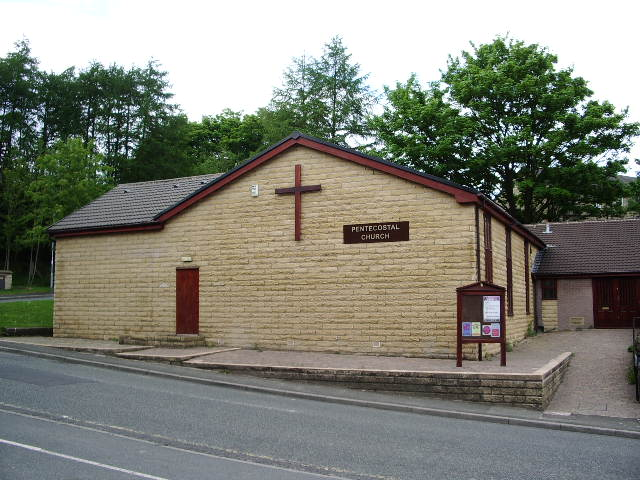
Kościół Zielonoświątkowy w Ramsbottom

| Kościół                                              | Wyznanie             | Liczba wiernych | Procent ludności | Źródło                                    |
| Kościół Anglii                                       | anglikanizm          | 25 000 000      | 39,6%            | Światowa Rada Kościołów                   |
| Kościół Szkocji                                      | prezbiterianizm      | 1 149 000       | 1,82%            | Światowa Rada Kościołów                   |
| Kościół Metodystyczny Wielkiej Brytanii              | metodyzm             | 293 661         | 0,46%            | Światowa Rada Kościołów                   |
| Kościół Irlandii                                     | anglikanizm          | 260 000         | 0,41%            | Kościół Irlandii, 2011                    |
| Kościół Prezbiteriański w Irlandii                   | prezbiterianizm      | 240 000         | 0,38%            | Irlandzki Kościół Prezbiteriański         |
| Unia Baptystyczna Wielkiej Brytanii                  | baptyzm              | 140 918         | 0,22%            | Światowa Rada Kościołów                   |
| Zjednoczony Kościół Reformowany                      | kościoły reformowane | 85 000          | 0,13%            | Światowa Rada Kościołów                   |
| Odkupiony Chrześcijański Kościół Boży                | pentekostalizm       | 80 000          | 0,13%            | Brierley Consultancy, 2010                |
| Kościół Walii                                        | anglikanizm          | 78 000          | 0,12%            | Światowa Rada Kościołów                   |
| Zbory Boże w Wielkiej Brytanii                       | pentekostalizm       | 65 000          | 0,1%             | Europe Missions                           |
| Kościół Zielonoświątkowy Elim                        | pentekostalizm       | (500 kościołów) | bd.              | bd.                                       |
| Fresh Expressions                                    | ekumenizm            | 61 000          | 0,1%             | Brierley Consultancy, 2010                |
| Armia Zbawienia                                      | metodyzm             | 54 000          | 0,09%            | BBC, 2009                                 |
| Szkocki Kościół Episkopalny                          | anglikanizm          | 44 280          | 0,07%            | Światowa Rada Kościołów                   |
| Stowarzyszenie Niezależnych Kościołów Ewangelicznych | ewangelikalizm       | 39 000          | 0,06%            | Brierley Consultancy, 2010                |
| Prezbiteriański Kościół Walii                        | prezbiterianizm      | 36 251          | 0,06%            | Światowa Rada Kościołów                   |
| Niezależny Związek Walijski                          | kościoły reformowane | 31 000          | 0,05%            | Światowa Rada Kościołów                   |
| Newfrontiers International                           | pentekostalizm       | 30 000          | 0,05%            | Brierley Consultancy, 2010                |
| Kościół Adwentystów Dnia Siódmego                    | adwentyzm            | 28 791          | 0,05%            | Atlas Adwentystyczny, 2011                |
| Nowotestamentowy Kościół Boży                        | pentekostalizm       | 28 000          | 0,04%            | Brierley Consultancy, 2010                |
| Kościół „Światło i Życie”                            | pentekostalizm       | 20 000          | 0,03%            | Premier Christianity, 2022                |
| Kościół Zielonoświątkowy                             | pentekostalizm       | 19 230          | 0,03%            | The Church of Pentecost UK, 2019          |
| Unia Baptystyczna Szkocji                            | baptyzm              | 16 905          | 0,03%            | Unia Baptystyczna Szkocji                 |
| Unia Baptystyczna Walii                              | baptyzm              | 14 000          | 0,02%            | Brierley Consultancy, 2010                |
| Wolny Kościół Szkocji                                | prezbiterianizm      | 13 000          | 0,02%            | Free Church Scotland, 2023                |
| Kościół Apostolski                                   | pentekostalizm       | (110 zborów)    | bd.              | „Religions of the World”, 2008            |
| Mountain of Fire Ministries                          | pentekostalizm       | około 2         | bd.              | Mountain of Fire Ministries, 2013         |
| Kingsway International Christian Centre              | pentekostalizm       | 12 000          | 0,02%            | Brierley Consultancy, 2010                |
| Salt and Light Ministries                            | nowe kościoły        | (86 zborów)     | bd.              | Salt and Light Ministries, 2016           |
| Stowarzyszenie „Winnica”                             | pentekostalizm       | (123 zbory)     | bd.              | Vineyard Churches, 2016                   |
| Zjednoczony Kościół Zielonoświątkowy                 | pentekostalizm       | (ok. 80 zborów) | bd.              | UPCGBI, 2016                              |
| Kościół Bożych Proroctw                              | pentekostalizm       | 5000            | 0,008%           | Kościół Bożych Proroctw, 2010             |
| Posługa Głębszego Życia Chrześcijańskiego            | pentekostalizm       | bd.             | bd.              | Posługa Głębszego Życia Chrześcijańskiego |
| Unia Wolnych Kościołów Szkocji                       | kościoły reformowane | 4400            | 0,007%           | Światowa Rada Kościołów                   |
| Kościół Boży w Chrystusie                            | pentekostalizm       | (21 zborów)     | bd.              | CMS, 2022                                 |
| Wesleyan Holiness Church                             | metodyzm             | (16 kościołów)  | bd.              | Wesleyan Holiness Church, 2012            |
| Kościół Poczwórnej Ewangelii                         | pentekostalizm       | 1800            | 0,003%           | Kościół Poczwórnej Ewangelii, 2015        |